# 森水陽一郎
森水 陽一郎（もりみず よういちろう、1976年9月19日 - ）は、日本の詩人 ・小説家。兵庫県姫路市出身。第1詩集『九月十九日』で、第18回小野十三郎賞受賞。装幀を手がけた第2詩集『月影という名の』で、日本ブックデザイン賞「ブックデザイン・パブリッシング部門」入選。小説の分野では、応募総数9318作品のなかから第17回坊っちゃん文学賞佳作、随筆では第18回小諸・藤村文学賞最優秀賞。日本現代詩人会会員。2021年度、第71回H氏賞選考委員。

## 受賞・候補歴
- 2012年 -「五日間のお遍路」第18回小諸・藤村文学賞受賞
- 2012年 -「青い意志」第38回部落解放文学賞 ・詩部門受賞
- 2012年 -「噛みつき男爵」第92回オール讀物新人賞候補
- 2014年 -「十五歳の君に」第40回部落解放文学賞 ・詩部門受賞
- 2014年 -「父、かえる」第9回木山捷平短編小説賞候補
- 2016年 - 詩集『九月十九日』第49回小熊秀雄賞候補
- 2016年 - 詩集『九月十九日』第18回小野十三郎賞受賞
- 2019年 - 詩集『月影という名の』第5回日本ブックデザイン賞入選
- 2021年 -「象と暮らして」第17回坊っちゃん文学賞佳作受賞[1]
- 2024年 - 詩篇「朱の友」第2回西脇順三郎賞新人賞候補
- 2024年 -「父をたずねて三十里」第10回ブックショートアワード12月期優秀作品・年間最終候補[2]
- 2024年 -『泣き男とスマイルバード』第5回幻冬舎ルネッサンス新人賞候補
- 2024年 - 童謡詩「あくび」第26回柳波賞 優秀賞受賞
- 2025年 -「薬師堂の夜」第11回ブックショートアワード12月期優秀作品・年間最終候補[3]

## 著作
- 詩集『九月十九日』（2015年11月26日・ふらんす堂）
- 詩集『月影という名の』（2018年6月28日・思潮社）

## 収録作品[4]

### 詩

#### 【詩誌】
- 「橋の下の聖人」（『現代詩手帖』2013年3月号）
- 「海底の墓碑」（『現代詩手帖』2013年4月号）
- 「チンウズムシ」（『現代詩手帖』2013年5月号）
- 「てぃんさぐの花」（『現代詩手帖』2014年6月号）
- 「光の鉄格子」（『現代詩手帖』2014年7月号）
- 「空白の檻」（『現代詩手帖』2014年9月号）
- 「九月十九日」（『現代詩手帖』2014年9月号）
- 「2014/07/01」（『現代詩手帖』2016年12月号・現代詩年鑑）
- 「割り切れぬ朝に」（『現代詩手帖』2018年5月号・新鋭特集）
- 「苦涙の露」（『現代詩手帖』2018年12月号・現代詩年鑑）

#### 【新聞・雑誌】
- 「青い意志」（『部落解放増刊』第38回部落解放文学賞・2012）
- 「十五歳の君に」（『部落解放増刊』第40回部落解放文学賞・2014）
- 「はじまりの手」（『ふらんす堂通信 151』2017）
- 「昭和」（『朝日新聞・夕刊』2018年7月25日）
- 「蓮指」（『山梨日日新聞・朝刊』2019年3月25日）

### エッセー
- 「沖縄の雪」（『ゆきのまち通信』Vol.154・2014）
- 「五日間のお遍路」（『小諸・藤村文学賞最優秀作品集　あたたかき光（2）』2014）
- 「ふたつのからだ」（『ふらんす堂通信 151』2017）
- 「裸足の聖人」（『現代詩手帖』2018年9月号・特集「応答、金時鐘」）
- 「猫が立ち去ったあとに」（『詩と思想』2021年11月号・「私の好きな詩と詩人」）

### 書評
- 詩集『夏の花』・河津聖恵著（「手と足の巡礼」『現代詩手帖』2017年12月号）

### 小説
- 「沖縄の雪」（『ゆきのまち幻想文学賞・小品集（24）』収録 2015）
- 「象と暮らして」「天使きたりて」（坊っちゃん文学賞・受賞作アンソロジー『夢三十夜（学研プラス）』収録 2021）
- 「池の中の教会」（『カプセルストーリー（3分間のまどろみ）』学研 収録 2023）

### メディアミックス
- ラジオドラマ　NHK『ラジオ・ハートストーリーズ』 作品「もやい」2013/07/09 OA
- ラジオ朗読　愛媛南海放送『明屋書店プレゼンツ あなたの本棚』 作品「象と暮らして」2021/06/20 OA

### その他
- 『樹林』冬号 Vol.623「小野十三郎賞発表」2016
- 『樹林』春号 Vol.625「小野十三郎賞特集（1万字インタビュー・聞き手 細見和之）」2017